# امانوئل ۴
امانوئل ۴ (Emmanuelle 4) فیلمی در ژانر درام، رومانتیک و شهوانی به کارگردانی و نویسندگی فرانسیس لروی محصول سال ۱۹۸۴ فرانسه است. این فیلم اقتباسی آزاد از رمان امانوئل نوشته امانوئل آرسان است. از بازیگرانی که در این فیلم به ایفای نقش پرداخته‌اند، می‌توان به سیلویا کریستل، ماریلین جس، کریستین مارکون و فابریس لوکینی اشاره کرد. این چهارمین فیلم سینمایی رسمی در مجموعه امانوئل است. همچنین این فیلم آخرین اثر میشل مگنی آهنگساز موسیقی و نامزد جایزه اسکار و گلدن گلوب در سال ۱۹۶۲ است.

## داستان
«سیلویا» از علاقه شدید و عاشقانه «مارک»، که او را تنها برای خود می‌خواهد؛ ترسیده و احساس خوبی به آن ندارد. او در یک مهمانی در لس آنجلس از مارک فرار می‌کند؛ و تصمیم به تغییر چهره و نوشتن داستان جدیدی برای یک روزنامه در کالیفرنیا از سبک زندگی آزادانه و مستقل خود می‌گیرد. سیلویا که اراده به تولدی دوباره گرفته‌است، با پرواز به برزیل و درخواست از پروفسور «سانتانو» و دستیار روانپزشک او دکتر «دونا»، با جراحی پلاستیک به دختری زیبا، جذاب و باکره ۲۰ ساله، به نام «امانوئل» تبدیل می‌شود.
او روزهای متمادی برای ملاقات و تجربه کردن لذت‌های جنسی از بدنهایی فارغ از عشق، سرتاسر برزیل را می‌پیماید و با افراد مختلفی رو به رو می‌شود. امانوئل در نهایت نمی‌تواند روح خود را در جسم جدیدش فراموش کند؛ و خسته از لذت‌هایی که زود می‌آمدند و به سرعت فرار می‌کردند؛ با برگشت به پاریس و ملاقات با مارک، شروعی دوباره در زندگی را برای خود رقم می‌زند.